# Медведев, Григорий Дмитриевич
Григо́рий Дми́триевич Медве́дев (2 апреля 1964, Алма-Ата) — советский гребец-байдарочник, выступал за сборную СССР во второй половине 1980-х годов. Чемпион мира, чемпион Советского Союза, победитель многих регат республиканского и всесоюзного значения. На соревнованиях представлял спортивное общество «Динамо», мастер спорта международного класса. Также известен как тренер и спортивный функционер по гребле на байдарках и каноэ.

## Биография
Григорий Медведев родился 2 апреля 1964 года в Алма-Ате. Активно заниматься греблей начал в раннем детстве, проходил подготовку в алматинском добровольном спортивном обществе «Динамо».
Первого серьёзного успеха на взрослом международном уровне добился в 1986 году, когда попал в основной состав советской национальной сборной и благодаря череде удачных выступлений удостоился права защищать честь страны на чемпионате мира в канадском Монреале. В составе четырёхместного экипажа, куда также вошли гребцы Николай Оселедец, Сергей Киселёв и Александр Акунишников, обогнал на дистанции 10000 метров всех своих соперников и завоевал тем самым золотую медаль.
В 1988 году одержал победу в четвёрках на десяти километрах в зачёте чемпионата Советского Союза — при этом его партнёрами были В. Олегов, М. Басов и Н. Оселедец. За выдающиеся спортивные достижения удостоен почётного звания «Мастер спорта СССР международного класса».
В 1989 году Медведев окончил Казахскую академию спорта и туризма, после чего работал тренером по гребле на байдарках и каноэ. Заслуженный тренер России. Ныне с семьёй проживает в Калининграде, занимает должность директора МОУДОД ДЮСШ по водным видам спорта «Морская школа». Его сын Алексей тоже занимается греблей и выступает на всероссийских соревнованиях.